# CFU Club Shield 2025
La CFU Club Shield 2025 è stata l'ottava edizione della CFU Club Shield, la terza in seguito alla riforma delle competizioni continentali nordamericane. La competizione è considerata di seconda fascia ed è riservata alle squadre affiliate alla Caribbean Football Union, una sotto-federazione della CONCACAF; l'organizzazione del torneo è stata assegnata alla CFU. La competizione si è giocata a Trinidad e Tobago tra il 26 luglio e il 3 agosto 2025. La squadra campione in carica è l'Arnett Gardens.
Le due finaliste, qualora dovessero soddisfare i criteri di licenza stabiliti dalla CONCACAF, si qualificano per la CONCACAF Caribbean Cup 2025.

## Formula
Le 24 squadre partecipanti sono divise in quattro gironi, ognuno da sei squadre. Le prime classificate di ogni girone ottengono la qualificazione alla fase ad eliminazione diretta, che con semifinali (andata e ritorno) e finale in gara unica decretano la squadra vincente.

## Calendario
| Turno         | Incontri          |
| ------------- | ----------------- |
| Fase a gironi | 26-29 luglio 2025 |
| Semifinali    | 1 agosto 2025     |
| Finale        | 3 agosto 2025     |

## Squadre partecipanti
| Nazione                   | Club                   | Qualificazione                                      |
| ------------------------- | ---------------------- | --------------------------------------------------- |
| Anguilla                  | Doc's United           | Campione della AFA Senior Male League 2024          |
| Antigua e Barbuda         | All Saints United      | Campione della Premier Division 2024-2025           |
| Aruba                     | Britannia              | Campione della Division di Honor 2024-2025          |
| Barbados                  | Weymouth Wales         | Campione della Premier Division 2024                |
| Bonaire                   | Rincón                 | Campione della Liga de Bonaire 2023-2024            |
| Dominica                  | Dublanc Strikers       | Campione della Premiere League 2024                 |
| Grenada                   | Paradise               | Campione della Grenada League 2025                  |
| Guyana                    | Guyana Defence Force   | Campione della GFF Elite League 2024                |
| Guyana francese           | AS Étoile Matoury      | 1° nel Championnat National 2023-2024               |
| Haiti                     | Capoise                | 2° nel Championnat National D1 2025                 |
| Isole Cayman              | Scholars International | Campione della Premier League 2023-2024             |
| Isole Vergini Britanniche | Wolues                 | Campione della BVIFA National League 2024-2025      |
| Isole Vergini Americane   | Rovers                 | Campione dell'U.S. Virgin Islands Championship 2024 |
| Giamaica                  | Arnett Gardens         | 3° nella National Premier League 2024-2025          |
| Martinica                 | Club Franciscain       | Campione del Championnat National 2023-2024         |
| Porto Rico                | Academia Quintana      | Campione di Clausura della Liga Nacional 2023-2024  |
| Rep. Dominicana           | Moca                   | 3° nella LDF 2024                                   |
| Saint Kitts e Nevis       | St. Paul's Utd         | Campione della SKNFA Premier League 2024            |
| Saint Lucia               | Le Clery               | Campione della División de Oro 2024                 |
| Sint Maarten              | SCSA Eagles            | Campione della Sint Maarten League 2023-2024        |
| Suriname                  | Transvaal              | 2° nella Hoofdklasse 2024                           |
| Trinidad e Tobago         | Police                 | 3° nella TT Pro League 2024-2025                    |
| Trinidad e Tobago         | Port of Spain          | 4° nella TT Pro League 2024-2025                    |
| Turks e Caicos            | AFC Academy            | Campione della Provo Premier League 2024-2025       |

1. ↑  La CFU ha assegnato un posto extra a Trinidad e Tobago unicamente per l'edizione 2025.

## Fase a gironi

### Girone A
| Pos. | Squadra           | P.ti | G | V | P | S | GF | GS | DG  |
| ---- | ----------------- | ---- | - | - | - | - | -- | -- | --- |
| 1.   | AFC Academy       | 6    | 2 | 2 | 0 | 0 | 8  | 0  | +8  |
| 2.   | Academia Quintana | 6    | 2 | 2 | 0 | 0 | 8  | 0  | +8  |
| 3.   | Le Clery          | 4    | 2 | 1 | 1 | 0 | 4  | 1  | +3  |
| 4.   | Rincón            | 1    | 2 | 0 | 1 | 1 | 1  | 4  | -3  |
| 5.   | Capoise           | 0    | 2 | 0 | 0 | 2 | 0  | 6  | -6  |
| 6.   | Rovers            | 0    | 2 | 0 | 0 | 2 | 0  | 10 | -10 |

### Girone B
| Pos. | Squadra              | P.ti | G | V | P | S | GF | GS | DG |
| ---- | -------------------- | ---- | - | - | - | - | -- | -- | -- |
| 1.   | Moca                 | 6    | 2 | 2 | 0 | 0 | 2  | 0  | +2 |
| 2.   | Paradise             | 4    | 2 | 1 | 1 | 0 | 5  | 3  | +2 |
| 3.   | Britannia            | 4    | 2 | 1 | 1 | 0 | 3  | 1  | +2 |
| 4.   | Guyana Defence Force | 3    | 2 | 1 | 0 | 1 | 2  | 1  | +1 |
| 5.   | Étoile Matoury       | 0    | 2 | 0 | 0 | 2 | 2  | 5  | -3 |
| 6.   | St. Paul's Utd       | 0    | 2 | 0 | 0 | 2 | 0  | 4  | -4 |

### Girone C
| Pos. | Squadra           | P.ti | G | V | P | S | GF | GS | DG  |
| ---- | ----------------- | ---- | - | - | - | - | -- | -- | --- |
| 1.   | Weymouth Wales    | 6    | 2 | 2 | 0 | 0 | 11 | 1  | +10 |
| 2.   | Transvaal         | 4    | 2 | 1 | 1 | 0 | 3  | 0  | +3  |
| 3.   | All Saints United | 4    | 2 | 1 | 1 | 0 | 3  | 1  | +2  |
| 4.   | Police            | 3    | 2 | 1 | 0 | 1 | 7  | 4  | +3  |
| 5.   | SCSA Eagles       | 0    | 2 | 0 | 0 | 2 | 2  | 9  | -7  |
| 6.   | Wolues            | 0    | 2 | 0 | 0 | 2 | 0  | 11 | -11 |

### Girone D
| Pos. | Squadra                | P.ti | G | V | P | S | GF | GS | DG |
| ---- | ---------------------- | ---- | - | - | - | - | -- | -- | -- |
| 1.   | Club Franciscain       | 6    | 2 | 2 | 0 | 0 | 7  | 1  | +6 |
| 2.   | Port of Spain          | 6    | 2 | 2 | 0 | 0 | 6  | 2  | +4 |
| 3.   | Arnett Gardens         | 3    | 2 | 1 | 0 | 1 | 5  | 4  | +1 |
| 4.   | Dublanc Strikers       | 3    | 2 | 1 | 0 | 1 | 2  | 5  | -3 |
| 5.   | Scholars International | 0    | 2 | 0 | 0 | 2 | 1  | 3  | -2 |
| 6.   | Doc's United           | 0    | 2 | 0 | 0 | 2 | 2  | 8  | -6 |

## Fase finale

### Tabellone
|  | Semifinali | Semifinali       | Semifinali     |                |      | Finale           | Finale           | Finale          |  |
|  |            |                  |                |                |      |                  |                  |                 |  |
|  | 1A         | AFC Academy      | 0 (4)          |                |      |                  |                  |                 |  |
|  | 1A         | AFC Academy      | 0 (4)          |                |      |                  |                  |                 |  |
|  | 1B         | Moca             | 0 (5)          |                |      |                  |                  |                 |  |
|  | 1B         | Moca             | 0 (5)          |                | Moca | Moca             | 3                |                 |  |
|  |            |                  |                |                | Moca | Moca             | 3                |                 |  |
|  |            |                  | Weymouth Wales | Weymouth Wales | 2    |                  |                  |                 |  |
|  | 1C         | Weymouth Wales   | Weymouth Wales | Weymouth Wales | 2    | 2                |                  |                 |  |
|  | 1C         | Weymouth Wales   |                |                |      | 2                |                  |                 |  |
|  | 1D         | Club Franciscain | 1              |                |      | Finale 3º posto  | Finale 3º posto  | Finale 3º posto |  |
|  | 1D         | Club Franciscain | 1              |                |      |                  |                  |                 |  |
|  |            |                  |                |                |      |                  |                  |                 |  |
|  |            |                  |                |                |      | AFC Academy      | AFC Academy      | 0               |  |
|  |            |                  |                |                |      | AFC Academy      | AFC Academy      | 0               |  |
|  |            |                  |                |                |      | Club Franciscain | Club Franciscain | 2               |  |

### Incontri

#### Semifinali
| Couva 1 agosto 2025, ore 17:00 UTC-4         | AFC Academy          | 0 – 0 (d.c.r.) referto | Moca | Ato Boldon Stadium |
| \| \| \| \| \| \| Tiri di rigore 4 – 5 \| \| |                      |                        |      |                    |
|                                              |                      |                        |      |                    |
|                                              | Tiri di rigore 4 – 5 |                        |      |                    |

| Couva 1 agosto 2025, ore 19:00 UTC-4                                 | Weymouth Wales | 2 – 1 referto | Club Franciscain | Ato Boldon Stadium |
| \| \| \| \| \| Neblett 26’ Stewart 39’ \| Marcatori \| 12’ Marajo \| |                |               |                  |                    |
|                                                                      |                |               |                  |                    |
| Neblett 26’ Stewart 39’                                              | Marcatori      | 12’ Marajo    |                  |                    |

#### Finale 3º posto
| Couva 3 agosto 2025, ore 17:00 UTC-4 | AFC Academy | 0 – 2 | Club Franciscain | Ato Boldon Stadium |

#### Finale
| Couva 3 agosto 2025, ore 19:00 UTC-4                                                              | Moca      | 3 – 2                          | Weymouth Wales | Ato Boldon Stadium |
| \| \| \| \| \| Azcona 24’ Dabas 75’ Ventura 82’ \| Marcatori \| 86’ Applewhaite 87’ Brathwaite \| |           |                                |                |                    |
|                                                                                                   |           |                                |                |                    |
| Azcona 24’ Dabas 75’ Ventura 82’                                                                  | Marcatori | 86’ Applewhaite 87’ Brathwaite |                |                    |